# Robert Ledger
Robert Ledger (sinh vào thập niên 1890 ở Ripon) là một cầu thủ bóng đá thi đấu ở vị trí hậu vệ cho Huddersfield Town. Không có thông tin về ông sau Thế chiến thứ I.